# Rainer Simons

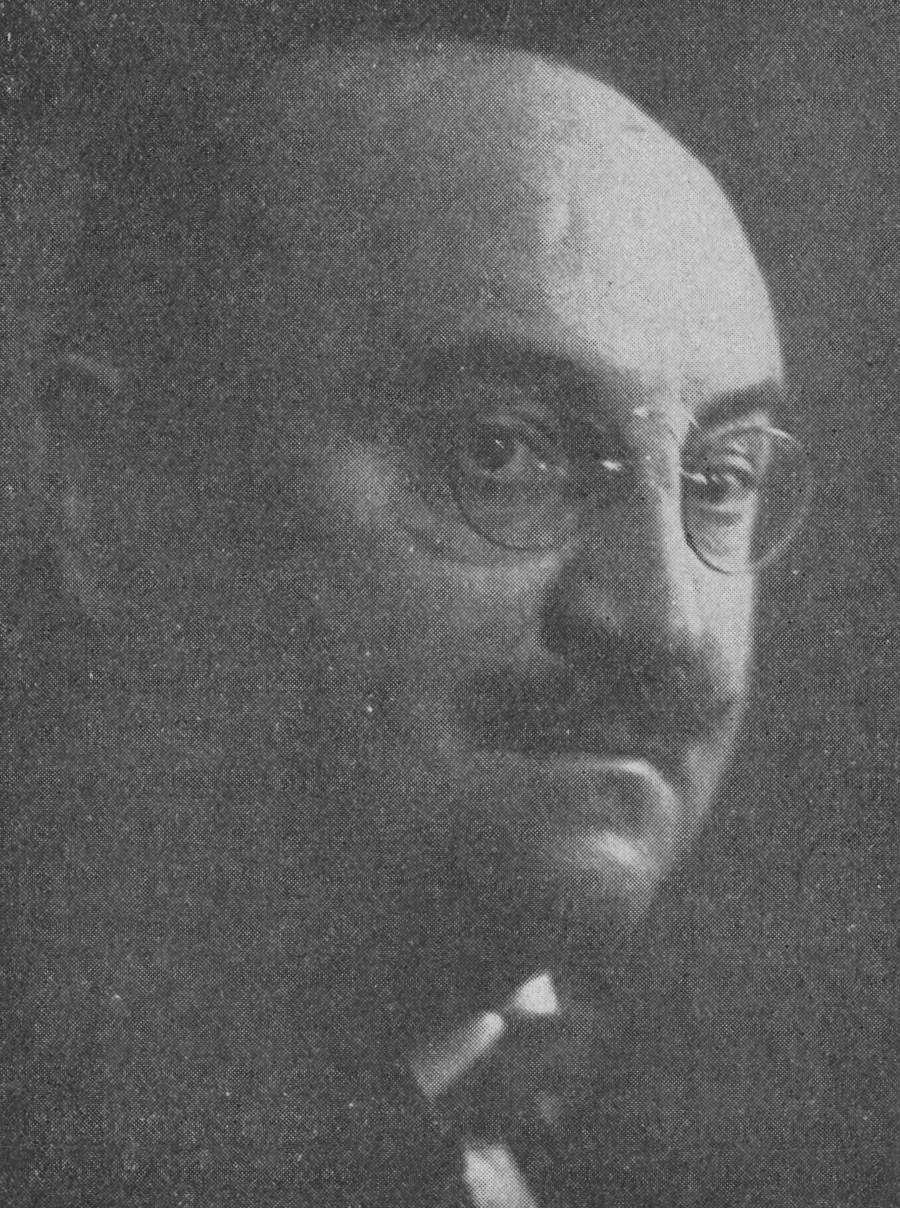
Rainer Simons, um 1929

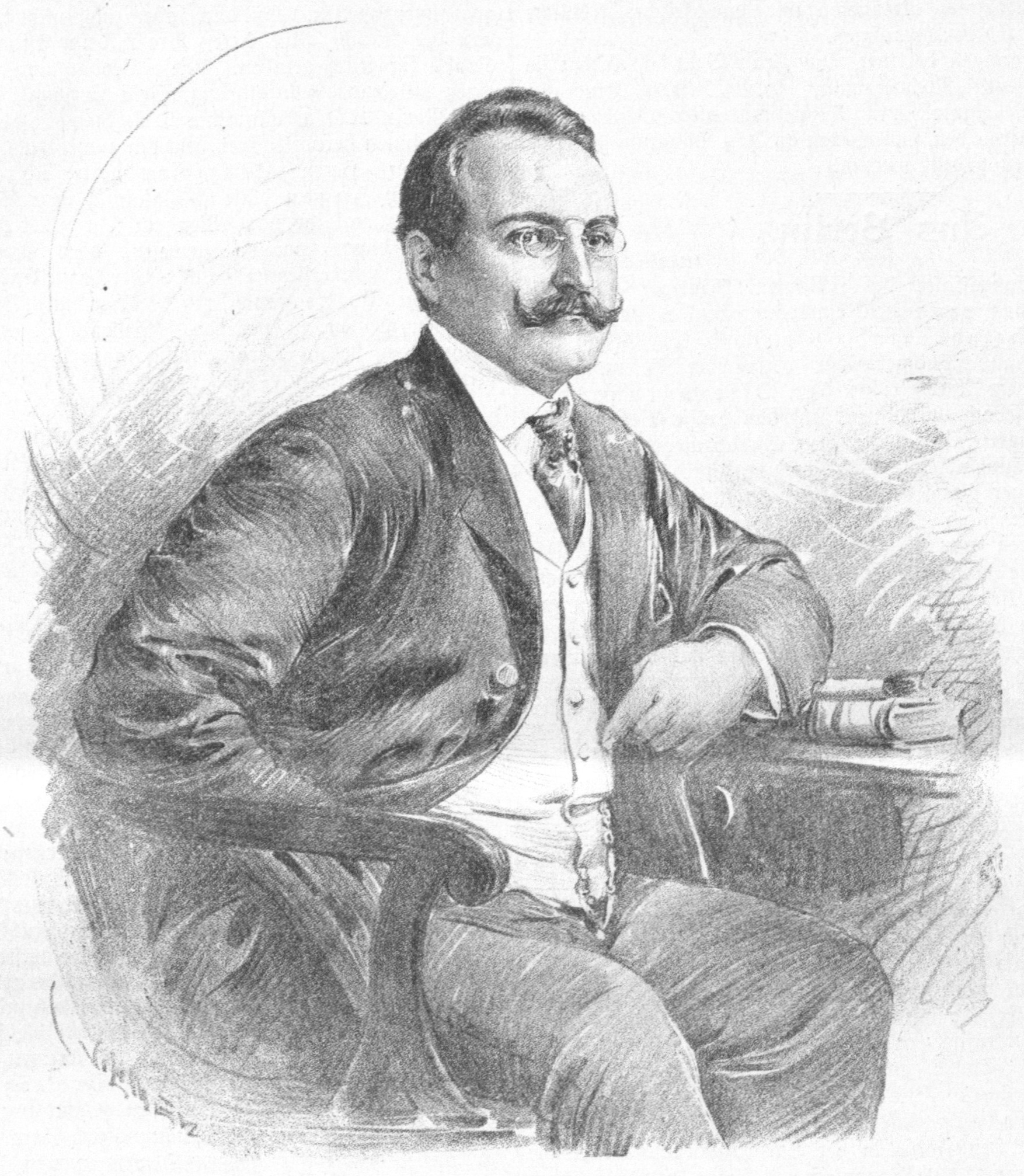
Rainer Simons im Jahre 1903

Carl Rainer Simons (* 16. August 1869 in Köln; † 17. August 1934 in Tegernsee) war ein deutscher Opernsänger (Bariton), Opernregisseur, Theaterleiter und Gesangspädagoge. 

## Leben
Rainer Simons wurde 1869 in Köln als Sohn jüdischer Eltern geboren. Simons entstammte einer Künstlerfamilie, seine Mutter war Schauspielerin gewesen, sein Vater Theaterdirektor in Düsseldorf. Simonis erhielt Gesangsunterricht bei Julius Stockhausen und wurde im Dirigieren von Engelbert Humperdinck unterrichtet. Bereits im Alter von 18 Jahren erfolgte Simons erste Regiearbeit in Düsseldorf, danach verdiente er sein Geld als Sänger und Regisseur in Königsberg. Nachdem er 1896 zum Theaterdirektor von Mainz berufen worden war, mietete Simons 1903 die Volksoper Wien. Simons gründete einen Volksopernverein, mit dem er Aufführungen in hoher Qualität zu niedrigen Preisen veranstalten wollte. Für die Saison 1903/1904 engagierte Simonis insgesamt 27 Schauspieler, mit denen er ein Dramenrepertoire aufbaute. Im September 1904 folgten das Opernensemble und der neue Musikdirektor Alexander von Zemlinsky. Unter der Regie von Simons entstanden in Zusammenarbeit mit dem Bühnenbildner Heinrich Lefler richtungsweisende Inszenierungen, die insbesondere hinsichtlich ihrer Farb- und Lichtdramaturgie überzeugen konnten, dabei aber immer um weitestgehende Werktreue bemüht waren. Insgesamt blieb Simons bis 1917 Leiter der Volksoper. Danach trat er zurück und wurde Professor für darstellende Kunst an der Wiener Musikakademie. Zeitweise war er auch Direktor des Raimund-Theaters.
Im Jahr 1962 wurde in Wien-Donaustadt (22. Bezirk) die Simonsgasse nach ihm benannt.